# Metotrexat
Metotrexat är en folsyraantagonist som hör till gruppen cytostatika. Idag används den vid reumatoid artrit, psoriasis och Crohns sjukdom som sjukdomsmodifierande läkemedel (DMARD) men kan även användas som cancerbehandling. 
När Metotrexat ges mot reumatiska och inflammatoriska sjukdomar är syftet att fördröja tillväxten av celler som leder till inflammationen. Ämnet är celltoxiskt i höga doser. 
Syftet vid cancerbehandling är att bromsa tillväxten av cancerceller genom att motverka aktiveringen av folsyra som är en viktig byggsten för cellernas arvsmassa. 

## Verkningsmekanism
Metotrexats verkningsmekanism är komplex. Den är en folsyraantagonist som motverkar aktiveringen av folsyra genom att hämma ett enzym som heter dihydrofolatreduktas. Folsyra behövs för celltillväxten. 
Man har också visat att metotrexat ökar frisättningen av adenosin vilket har visats verka antiinflammatoriskt i flera studier.

## Biverkningar
Biverkningar kan bland annat vara leverpåverkan, blodbrist och illamående. Vid högre doser - såsom vid cancerbehandling - förekommer även diarré och kräkningar. Foster kan ta allvarlig skada och därför ska inte gravida ta metotrexat. Metotrexat kan föras över till barn via bröstmjölk.